# NHK大桑ラジオ中継放送所
NHK大桑ラジオ中継放送所（エヌエイチケイおおくわラジオちゅうけいほうそうしょ）は、長野県木曽郡大桑村に置かれているNHK長野放送局ラジオ第1放送の中継局である。

## 概要
- 当中継放送所は、木曽郡大桑村大字野尻字大中日1096番地4号に置かれ、大桑村や南木曽町及び上松町の各一部へ電波を発射している。
- NHKラジオ第2放送とSBC信越放送ラジオは、当地に中継局を置いておらず、飯田ラジオ中継局などを受信している[注釈 1]。
- なお、NHKを含むテレビ中継局については、大桑中継局を参照のこと。

## 中継局概要
| 放送局名         | 周波数(kHz) | 空中線電力 | 放送対象地域 | 放送区域内世帯数 | 空中線形式       | 開局年 |
| NHK長野ラジオ第1 | 1584        | 100W       | 長野県       | 約7800世帯       | 頂部負荷円管鉄柱 | 1987年 |

- 空中線地上高は47.6m。